# Беллинг, Рудольф
Рудольф Эдвин Беллинг (нем. Rudolf Edwin Belling; 26 августа 1886, Берлин — 9 июня 1972, Крайллинг) — немецкий скульптор.

## Жизнь и творчество
После окончания средней школы в 1901 году Рудольф Беллинг поступает в военный интернат Луизенштифт. Затем изучал коммерцию. После того, как юноша убедился, что торговля ему не подходит, он поступает учеником в мастерскую прикладного искусства. После этого дополняет своё образование учёбой в ремесленной школе.
Искусством скульптуры Беллинг овладевает самоучкой, посещает также курсы рисунка, моделирования и анатомии в Высшем ветеринарном училище Берлина. В 1908 году он открывает, совместно с Эмилем Казелов, мастерскую по изготовлению мелкой пластики и декоративных изделий. В 1909 году они принимают заказы для театральных постановок Макса Рейнхардта.
После того, как в 1910 году мастерская была закрыта, Беллинг работает в театральных мастерских. Выполняя заказы для театра, скульптор знакомится с новым, экспрессионистским искусством Германии. Театральное искусство оказало несомненное влияние на всё творчество Р. Беллинга, у которого в работах постоянно возникают такие мотивы, как танец.
В 1911 году он становится студентом берлинской Художественной академии, в классе профессора Петера Бройера.
Во время Первой мировой войны Рудольф Беллинг служит при одном из авиасоединений в районе Берлина (1915—1917).
После окончания войны, в 1918 году скульптор воспринимает социалистические и революционные идеи, он становится членом образованного в Берлине Рабочего Совета по искусству. В декабре 1918 года он — один из основателей левой Ноябрьской группы художников, в правлении которой он состоит до 1932 года.
В 1919 году он создаёт свою знаменитую скульптуру Трезвучие («Dreiklang»). В этот период Беллинг занимается преимущественно прикладным искусством, рекламными проектами и т. п.
В 1924—1926 годах он совершает учебную поездку по Европе.
В последующие годы он работает совместно со многими архитекторами по пластическому декорированию официальных и частных зданий.
В 1931 году Беллинг становится членом Прусской Академии искусств. После прихода в Германии к власти нацистов творчество скульптора подверглось со стороны властей бойкоту и преследованиям, оно было объявлено дегенеративным, что привело к уходу Беллинга из Академии.
В 1935 году он уезжает читать лекции в Нью-Йорк; в 1936 году возвращается в Германию, однако по политическим соображениям в 1937 году покидает родину окончательно.
В 1937 году Рудольф Беллинг эмигрирует в Турцию и преподает в Художественной академии Стамбула. В июле того же года его работы становятся причиной казуса: абстрактная скульптура выставляется как образец «дегенеративности», в то время как реалистический портрет Макса Шмелинга удостаивается чести быть выставленным на «Большой выставке немецкого искусства» под нацистской эгидой. Выставки проходят синхронно; выставочные залы (соответственно Институт археологии и новооткрытый Дом немецкого искусства) находятся в Мюнхене один напротив другого.
С 1951 года Беллинг работает при стамбульском Техническом университете.
В 1955 году он награждается западногерманским Большим крестом за заслуги, в 1956 году восстанавливается его членство в берлинской Академии, в 1961 году следует присуждение Берлинской художественной премии.
Скульптор вернулся в ФРГ в 1966 году. В 1967 и 1976 годах его работы были удостоены наград в Мюнхене, в 1971 — в Санкт-Галлене. В том же 1971 году ему присуждается звание почётного доктора Мюнхенского технического университета. В 1972 Р. Беллинг награждается Большим крестом за заслуги со звездой.